# SN 2009gw
SN 2009gw – supernowa typu Ia odkryta 22 maja 2009 roku w galaktyce A152213+2758. W momencie odkrycia miała maksymalną jasność 20,70m.